# Астряб, Александр Матвеевич
Александр Матвеевич Астряб (укр. Олекса́ндр Матві́йович Астря́б; 3 сентября 1879, Лубны, Полтавской губернии — 18 ноября 1962) — украинский советский математик, педагог, профессор, Заслуженный деятель науки и техники Украинской ССР (1944). 
Aвтор учебников, учебных и методических пособий по геометрии, алгебре, арифметике.

## Биография
Родился в семье М. Г. Астряба (1843—1935), педагога, историка, краеведа.
Обучался в Лубенской мужской гимназии, затем окончил физико-математическое отделение естественно-исторического факультета Киевского университета.
С 1904 года учительствовал, преподавал математику и методику математики в гимназиях и высших учебных заведениях. Член киевского «Первого общества преподавателей» (1905). С 1907 участвовал в работе известного Киевского физико-математического общества, существовавшего при университете.
После революции, активно включился в строительство высшей школы и подготовку научных и учительских кадров УССР.
В 1930—1957 гг. работал в Киевском государственном педагогическом институте им. А. М. Горького (ныне Национальный педагогический университет имени М. П. Драгоманова), в 1932—1957 возглавлял сектор методики математики Научно-исследовательского института педагогики УССР.

## Избранные публикации
- Наглядная геометрия. К., 1909 (12 изданий);
- Задачник по наочній геометрії. К., 1923;
- Курс опытной геометрии. П., 1923;
- Арифметичний задачник : для села, 1924;
- Геометрія для трудшкіл. X., 1927;
- Як викладати геометрію в середній школі, ч. 1—2. X. — К., 1934;
- Як викладати математику в політехнічній школі за комплексною системою. 1934;
- Методика стереометрії, 1939;
- Первые уроки по алгебре. 1940;
- Арифметична задача. К., 1941;
- Викладання математики в Росії та на Україні в XVII—XVIII століттях, 1954;
- Методика викладання математики в Українській РСР. В кн.: Розвиток народної освіти і педагогічної науки в Українській РСР. К., 1957.

## Признание
- Лауреат премии им. К. Д. Ушинского (1952).
- Награждён орденом Ленина.

## Источник
- Українська радянська енциклопедія. В 12-ти томах / За ред. М. Бажана. — 2-ге вид. — К.: Гол. редакція УРЕ, 1974—1985. (укр.)